# Puerquense
El Puerquense es una unidad geocronológica de la Edad mamífero de América del Norte (NALMA), que se usa de manera alternativa a la escala de tiempo geológica, mediante el reconocimiento de faunas asociadas, abarca aquellas faunas que incluyen desde la primera aparición del mamífero Protungulatum hasta la primera aparición de Periptychus carinidens.
Es la edad mamífero de América del Norte más temprana del Paleoceno, abarca el intervalo entre 66 a 63,3 millones de años antes del presente durando aproximadamente 2,7 millones de años. Sigue directamente al NALMA "Lancian", con la aparición de Protungulatum cerca del límite K-Pg. El Puerquense es seguido por el NALMA Torrejoniense, con un límite aproximado hace 63 millones de años AP.
El Puerquense aparece en formaciones geológicas como Formación Nacimiento (Nuevo México), Formación North Horn (Utah), Formación Tullock y Formación Ludlow (Montana) y la Formación Fort Union (Wyoming).

## Subetapas
Se considera que el Puerquense contiene las siguientes subetapas:
- Pu3: Límite inferior(?) de la base del Puerquense (aproximada). También conocida como zona de intervalo Taeniolabis taeonsis/Periptychus carinidens.
- Pu2: Límite inferior de la base de Puerquense (aproximada) y límite superior de la base del Torrejoniense (aproximada). También conocida como zona de intervalo Ectoconus/Taeniolabis taeonsis.
- Pu1: Límite inferior de la base del Puerquense (aproximada) y límite superior de la base del Torrejoniense (aproximada). También conocida como zona de intervalo Protungulatum/Ectoconus.